# Daniel Shays
Daniel Shays (asi 1747, Hopkinton — 29. září 1825 Sparta (New York)) byl americký voják a rolník, jeden z organizátorů tzv. Shaysova povstání, které zachvátilo Massachusetts na přelomu let 1786 a 1787.
Shaysovi rodiče byli irští přistěhovalci, rodina byla chudá a Shays od mládí pracoval u sedláků jako nádeník. Na počátku války za nezávislost se přidal ke kontinentální armádě a zúčastnil se lexingtonské bitvy, po zranění byl v roce 1780 demobilizován v hodnosti kapitána, dostal jako výraz uznání šavli od generála Lafayetta, ale žádné výslužné. Šavli prodal a za výtěžek si s manželkou pořídil farmu v Pelhamu, kde byl také zvolen do městské rady.
První roky po vyhlášení nezávislosti USA byly poznamenány hospodářskou krizí: rostla inflace, drobní zemědělci se zadlužovali, stát neměl z čeho vyplácet penze válečným veteránům. Od roku 1781 se objevovaly protesty proti zvyšování daní, které vedl vysloužilý voják Job Shattuck z Grotonu. Massachusettský guvernér James Bowdoin nařídil soudům přísný postup vůči neplatičům a dalším nespokojencům, proti tomu vzniklo hnutí přímé akce, jehož příslušníci si říkali Regulátoři. Dne 26. září 1786 napadla více než tisícovka ozbrojenců pod vedením Shayse soudní budovu ve Springfieldu, kde se konal proces s jedenácti „výtržníky“, a chtěla vězně osvobodit. Proti nim se postavila armáda vedená Williamem Shepardem; krveprolití se podařilo zabránit, ale povstání pokračovalo dalšími srážkami, vznikl také Výbor sedmnácti, který plánoval útok na springfieldskou zbrojnici a svržení vlády. Špatně organizovaní a vyzbrojení povstalci však byli poraženi vládními jednotkami 3. února 1787 u Petershamu a do jara téhož roku byl v celém Massachusetts obnoven pořádek. Shays uprchl do Vermontu, byl v nepřítomnosti odsouzen k trestu smrti oběšením, ale o rok později dostal milost a mohl se vrátit. Později mu byla udělena vojenská penze, z níž žil až do smrti ve Spartě ve státě New York.
Důsledkem Shaysova povstání bylo dosazení nového guvernéra Johna Hancocka, který provedl řadu sociálních reforem, aby zmírnil nespokojenost nemajetných vrstev.